# Alfred Boller
Alfred Boller (* 12. Oktober 1922 in Reichenbach im Vogtland; † 2010) war ein deutscher Fußballspieler. Der sowohl als Stürmer wie auch als Verteidiger im WM-System einsetzbare Spieler absolvierte für die Vereine Hamburger SV und FC St. Pauli von 1947 bis 1953 in der damals erstklassigen Fußball-Oberliga Nord insgesamt 135 Ligaspiele und erzielte dabei 90 Tore.

## Karriere

### Vereine

#### Während des Zweiten Weltkriegs
Aus dem FC Sturm Reichenbach hervorgegangen, war Boller von 1939 bis 1945 durch die Umstände des Zweiten Weltkriegs als Gastspieler bei den Vereinen SpVgg Wilhelmshaven, Kilia Kiel und Holstein Kiel aktiv. Mit den „Störchen“ von Holstein Kiel gewann er 1943 und 1944 die Meisterschaft in der Gauliga Schleswig-Holstein. In den Endrundenspielen um die deutsche Fußballmeisterschaft 1943 scheiterte er mit den Blau-Weiß-Roten erst im Halbfinale am späteren Deutschen Meister Dresdner SC. Bei der 1:3-Niederlage gegen die Sachsen um Richard Hofmann und Helmut Schön erzielte er in Hannover den Kieler Ehrentreffer. Beim 4:1-Erfolg am 26. Juni in Berlin gegen First Vienna Wien – mit Karl Decker und Rudolf Noack – im Spiel um Platz 3, zeichnete sich „Fred“ Boller an der Seite von Mitspielern wie Kurt Krüger, Franz Linken und Ottmar Walter auf der Mittelstürmerposition als zweifacher Torschütze aus. In der Endrunde 1944 kamen die zwei Einsätze am 16. April gegen den SV Dessau 05 beziehungsweise am 7. Mai gegen Hertha BSC hinzu. In Dessau setzte sich der Kieler Innensturm mit Linken, Boller und Werner Baßler mit 3:2 nach Verlängerung durch, in Berlin ging das Spiel mit 2:4 Toren gegen das Hertha-Team um Oswald Pfau (Torhüter), Bram Appel und Fritz Balogh verloren. Insgesamt hat Boller für Kiel in den Jahren 1943 und 1944 sechs Endrundenspiele bestritten und fünf Tore erzielt.

#### Nach dem Zweiten Weltkrieg
Nach dem Ende des Zweiten Weltkriegs wurde der Vogtländer in Hamburg sesshaft und spielte beim Hamburger SV Fußball. Mit Trainer Hans Tauchert gewannen die „Rautenträger“ die Meisterschaft in der Hamburger Liga (Stadtliga) 1945/46 mit 22:2 Punkten. Der Neuzugang aus Kiel hatte in elf Spielen mindestens vier Tore erzielt. Die Titelverteidigung gelang 1946/47 nicht, die „Wundermannschaft“ des FC St. Pauli setzte sich mit drei Punkten Vorsprung vor dem Titelverteidiger vom Rothenbaum durch. Der sich durch Schnelligkeit und enorme Schusskraft auszeichnende Topangreifer bildete mit Heinz Spundflasche das erste HSV-„Traumduo“ der Nachkriegszeit. In 22 Ligaspielen erzielte „Fred“ Boller mindestens 24 der 101 Tore des Vizemeisters.
In der internen Torschützenliste folgte Siegfried Jessen mit elf Toren und Mittelläufer Erwin Reinhardt hatte ebenfalls wie Boller alle 22 Ligaspiele für den HSV absolviert. Die beiden Spitzenspiele gegen St. Pauli brachten dem Titelverteidiger durch eine 2:3-Heimniederlage am 3. November 1946 in der Hinrunde und ein 2:2-Remis am 30. März 1947 vor 28.000 Zuschauern in der Rückrunde mit 1:3 Zählern ein negatives Punktekonto ein. Entscheidende Bedeutung bei der Meisterschaftsentscheidung hatte der nachträgliche Punkteabzug des am 2. Februar 1947 mit 2:1 Toren gewonnenen Spiels gegen den Tabellendritten Concordia wegen unberechtigten Einsatzes des Spielers Jonka.
In den Spielen um die Britische Zonenmeisterschaft setzten sich Boller und seine Mannschaftskollegen aber gegen den VfB Lübeck (5:2), FC Schalke 04 (0:0 n. V./ 2:0), im Halbfinale gegen Rot-Weiß Oberhausen (3:1) und im Endspiel am 13. Juli 1947 in Düsseldorf vor 57.500 Zuschauern mit einem Tor von „Fred“ Boller, durch einen 1:0-Erfolg gegen den Westfalenmeister Borussia Dortmund mit deren Leistungsträgern Wilhelm Kronsbein (Torhüter), Paul Koschmieder, Max Michallek, Herbert Sandmann, Alfred Preißler und August Lenz durch. Im Wiederholungsspiel am 29. Juni vor 38.000 Zuschauern in der Schalker Glückauf-Kampfbahn brachte der HSV-Torjäger seine Mannschaft mit 1:0 in Führung, ehe dem linken Läufer der „Königsblauen“, Willi Dargaschewski, mit einem Eigentor der Endstand mit 2:0 für den HSV unterlief. Beim 3:1-Erfolg gegen RW Oberhausen erzielte Boller am 6. Juli vor 42.000 Zuschauern in Duisburg zwei Treffer gegen Ex-Nationaltorhüter Willy Jürissen. Boller absolvierte beim Gewinn der Britischen Zonenmeisterschaft 1947 alle fünf Spiele und erzielte vier Tore.
In die Debütrunde der Fußball-Oberliga Nord, 1947/48, startete der HSV am 13. September 1947 mit einem 3:1-Erfolg beim Bremer SV. Dreifacher Torschütze war „Fred“ Boller. Am Rundenende stand die Elf vom Rothenbaum punktgleich mit dem FC St. Pauli – beide jeweils 37:7 Punkte – an der Tabellenspitze. Torjäger Boller hatte aber nach 19 Spielen mit 19 Toren Ende März 1948 den HSV verlassen und sich der SpVgg Trossingen in der 1. Liga Südwest, Gruppe Süd, angeschlossen. Das letzte Ligaspiel absolvierte er im Trikot der „Rautenträger“ am 21. März 1948 bei der 0:1-Heimniederlage vor 27.000 Zuschauern gegen den Lokalrivalen vom Millerntor. Grund für seinen überraschenden Wechsel soll gewesen sein, dass der HSV für den Angreifer keine angemessene Wohnung besorgen konnte.
In der französischen Besatzungszone im damaligen Land Württemberg-Hohenzollern konnte er aber bei den Rot-Weißen den Abstieg in das Amateurlager nicht verhindern. Als Tabellendritter kehrte der SV Trossingen nach der Saison 1948/49 wieder in die 1. Liga Südwest zurück. Der Torjäger lief als „Zonenspringer“ aber bereits am 22. Mai 1949 beim Entscheidungsspiel um die Meisterschaft in der Oberliga Nord 1948/49, im Angriff des FC St. Pauli gegen den Hamburger SV auf. Mit zwei Treffern brachte er die Elf um Miller, Hempel, Stender, Dzur, Appel, Machate und Schaffer mit 2:0 Toren in Führung. Nach der 2:1-Halbzeitführung von St. Pauli setzte sich aber sein alter Verein mit 5:3 Toren durch.
In der Endrunde um die deutsche Meisterschaft erzielte er im Mai und Juni 1949 in fünf Spielen vier Tore für den Vizemeister aus Norddeutschland.
In den Runden 1949/50 und 1950/51 folgten zwei Vizemeisterschaften mit St. Pauli und die Endrundenspiele sechs bis elf für Boller. Mit dem 1:0-Heimerfolg am 10. Juni 1951 gegen die SpVgg Fürth endeten die Spiele um die deutsche Meisterschaft. Der Angriff der Millerntor-Elf formierte sich dabei mit Harald Stender, Hans Sump, Boller, Günther Woitas und Alfred Beck. Als die Routiniers von St. Pauli hinter Serienmeister Hamburger SV und VfL Osnabrück 1951/52 mit dem dritten Rang den Einzug in die Endrunde verfehlten, hatte der Torjäger nochmals in 29 Ligaspielen 28 Tore erzielt und seine Klasse als Torschütze eindrucksvoll unter Beweis gestellt. In den Spielen gegen Eintracht Braunschweig (6:0) und VfL Osnabrück (4:3) zeichnete er sich jeweils als vierfacher Torschütze aus.
Mit dem Spiel am 26. April 1953 bei Göttingen 05 (4:4), verabschiedete sich der in dieser Runde als Verteidiger auflaufende Boller, nach insgesamt 135 Oberligaspielen mit 90 Toren aus der Oberliga Nord.
Für die norddeutsche Auswahl (NFV) hatte er 1949 und 1951 in drei Repräsentativspielen gegen Süddeutschland (zweimal) und Westdeutschland mitgewirkt. Zuvor war er schon am 31. August 1947 in Hannover in Reihen der Auswahl der Britischen Zone (Nord-West) gegen Hannover Garrison XI (4:0) aufgelaufen. Laut Vinke legte Boller „einen seiner stärksten Auftritte im November 1947 hin, als er beim 7:1-Sieg der Hamburger Stadtmannschaft gegen Berlin allein fünfmal traf.“

#### In Süddeutschland und im Vogtland
Von 1953 bis 1956 spielte er für den FC Singen 04 in der 2. Oberliga Süd. In seiner letzten Saison belegte er mit der Elf vom Hohentwielstadion den dritten Rang. Anschließend, bis 1959, spielte er für den SC Schwenningen, mit dem der Aufstieg 1958 in die 1. Amateurliga Württemberg gelang.
Im Laufe des Jahres 1959 zog er in seine vogtländische Heimat, in der seine Eltern lebten. Beim SV Fortschritt Reichenbach beendete er 1963 seine aktive Fußballerkarriere und trainierte anschließend einige Amateurvereine der Bezirksliga Karl-Marx-Stadt.